# Cyaneolytta amethystina
Cyaneolytta amethystina es una especie de coleóptero de la familia Meloidae.

## Distribución geográfica
Habita en Senegal.